# 6493 Кетібеннетт
6493 Кетібеннетт (6493 Cathybennett) — астероїд головного поясу, відкритий 2 лютого 1992 року.
Тіссеранів параметр щодо Юпітера — 3,778.